# Onze-Lieve-Vrouw van Saletteskapel

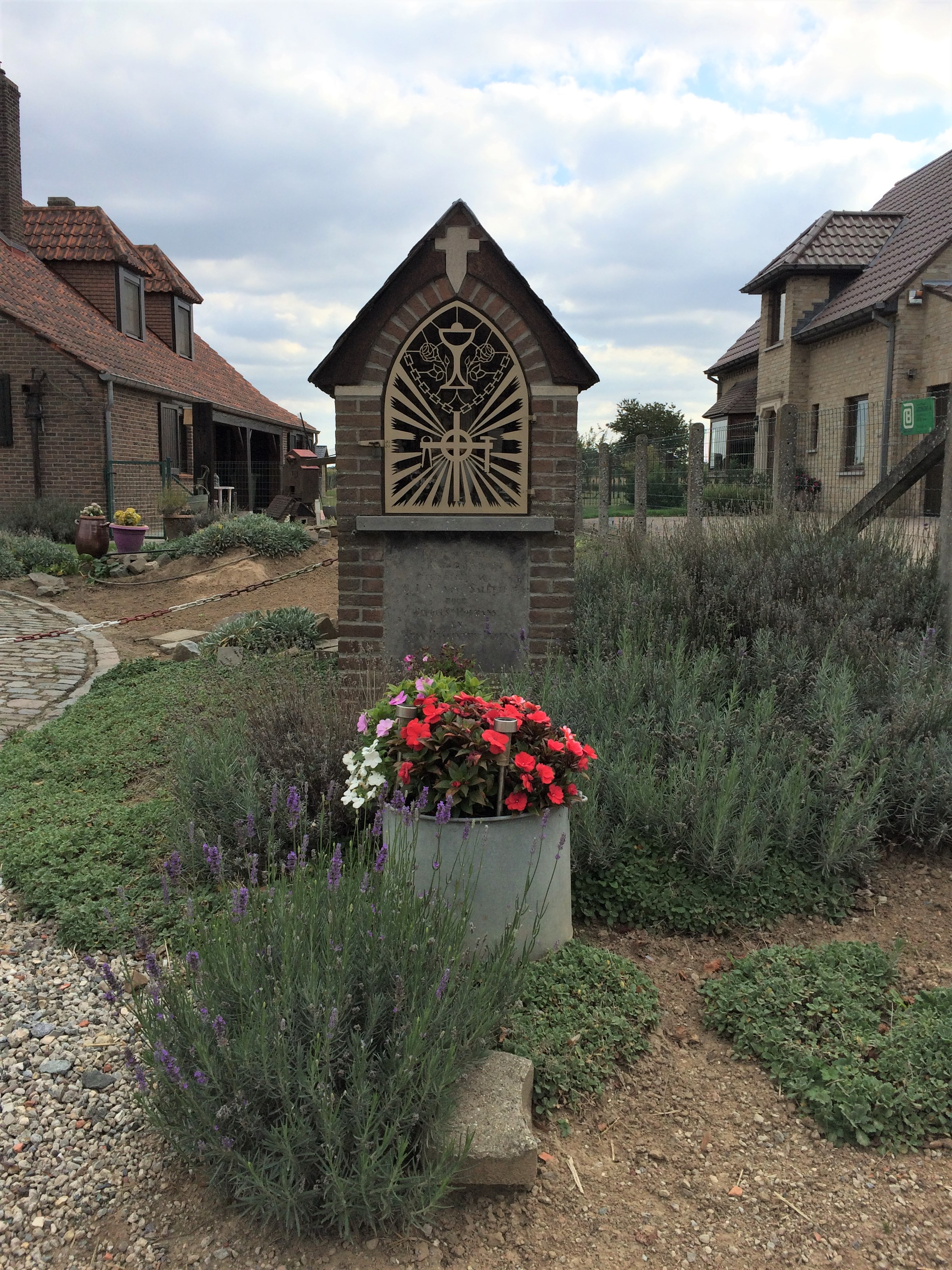
OLV van Saletteskapel

De Onze-Lieve-Vrouw van Saletteskapel is een kapel gelegen in de Molenborrestraat te Sint-Laureins-Berchem, deelgemeente van het Belgische Sint-Pieters-Leeuw. Deze niskapel bevat een versierde tralie waarin een ketting, een tang, een hamer, twee rozen, een kruis en een kelk in zijn verwerkt.
De eerste kapel werd opgetrokken in 1858. Bij verbreding van de straat werd in de jaren 80 van de 20e eeuw een nieuwe kapel gebouwd. De nieuwbouw geschiedde met nieuwe bouwmaterialen, maar het uiterlijk van de kapel gelijkt sterk op de oorspronkelijke versie. Wel werd de originele grijze natuurstenen gevelplaat onder de nis hergebruikt. Deze steen bevat de tekst: "deze capelle is gebouwd ter eere van OLV Van Salette door Jedocus Hofmans en Maria Hyacinthe Degens 1858".